# Jérôme Beau

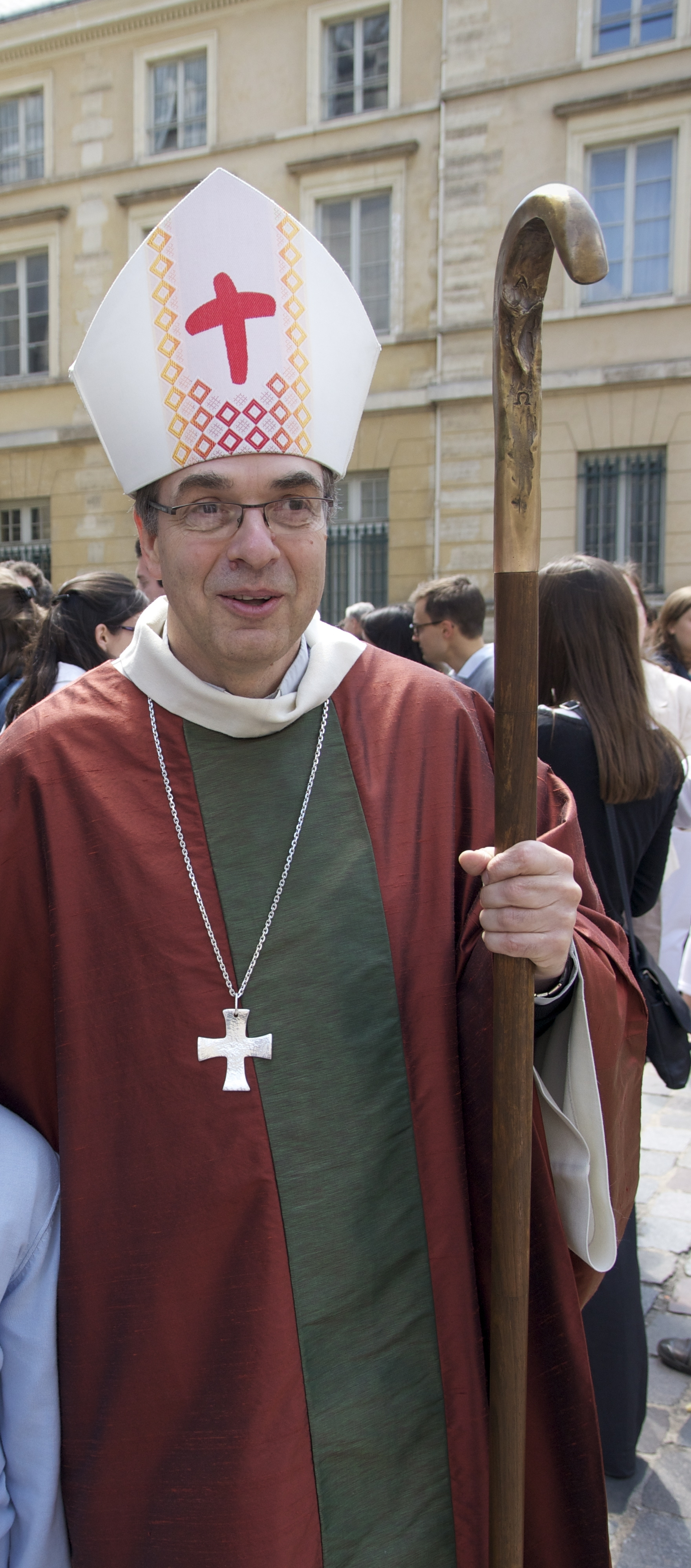
Weihbischof Jérôme Beau im Mai 2012

Wappen von Jérôme Beau als Erzbischof von Bourges

Jérôme Daniel Beau (* 24. Dezember 1957 in Paris) ist ein französischer Geistlicher und römisch-katholischer Erzbischof von Poitiers.

## Leben
Jérôme Beau absolvierte zunächst eine medizinische Ausbildung, ehe er sich für eine geistliche Laufbahn entschied. Er empfing am 23. Juni 1984 durch Erzbischof Jean-Marie Kardinal Lustiger das Sakrament der Priesterweihe für das Erzbistum Paris. Ab 1989 war er Rektor am Priesterseminars von Paris, dessen Superior er 2001 wurde. Darüber hinaus war Beau zwischen 1984 und 2001 Pfarrer in verschiedenen Pariser Gemeinden.
Am 1. Juni 2006 ernannte ihn Papst Benedikt XVI. zum Titularbischof von Privata und bestellte ihn zum Weihbischof in Paris. Der Erzbischof von Paris, André Vingt-Trois, spendete ihm am 8. September desselben Jahres die Bischofsweihe; Mitkonsekratoren waren der emeritierte Erzbischof von Paris, Jean-Marie Kardinal Lustiger, und der Bischof von Saint-Denis, Olivier de Berranger IdP.
Papst Franziskus ernannte ihn am 25. Juli 2018 zum Erzbischof von Bourges. Die Amtseinführung fand am 23. September desselben Jahres statt.
Am 14. Januar 2025 ernannte ihn Papst Franziskus zum Erzbischof von Poitiers. Die Amtseinführung fand am 2. März desselben Jahres statt.